# Pomník obětem 2. světové války v Hlušovicích
Pomník obětem 2. světové války, nazývaný také Pomník padlým v Hlušovicích na ulici Hlavní, je na ulici Hlavní ve vesnici Hlušovice v okrese Olomouc v Olomouckém kraji v geomorfologickém celku Hornomoravský úval a na Moravě.

## Historie a popis památníku
Pomník byl postaven v roce 1946 k uctění 22 vojáků Rudé armády (2 důstojníci a 20 vojínů) a 4 místních civilních občanů padlých při osvobozování obce Hlušovice, které se uskutečnilo dne 6. května 1945. Pomník postavený ve stylu socialistického realismu byl odhalen dne 5. května 1946 a jeho autorem je Michal Jahoda. Skládá se z centrálního osazeného kvádrového sloupu se dvěma přimknutými malými kvádry. Na vrcholku sloupu je umístěna sovětská pěticípá hvězda a české a ruské nápisy.

### Nápisy na památníku
| „ | OBĚTEM 22 RUSKÝCH HRDINŮ PADLÝM V HLUŠOVICÍCH PŘI VÁLEČNÝCH OPERACÍCH VE DNECH 6-8. KVĚTNA 1945 НА ВЕЧНУЮ ПАМЯТЬ НА ОСВОБОЖДЕНИЕ СЕЛА КРАСНОЙ АРМИЕЙ ДНЯ 6.5.1945 NA VĚČNOU PAMĚŤ OSVOBOZENÍ OBCE RUDOU ARMÁDOU DNE 6.5.1945 OBĚTEM OKUPACE BENÝŠEK LADISLAV 1900 -1945 SEIDLER BLAŽEJ 1902 - 1944 KOUŘIL FRANTIŠEK 1910 - 1944 VYSOUDIL KAREL 1917 - 1944 | “ |

## Galerie

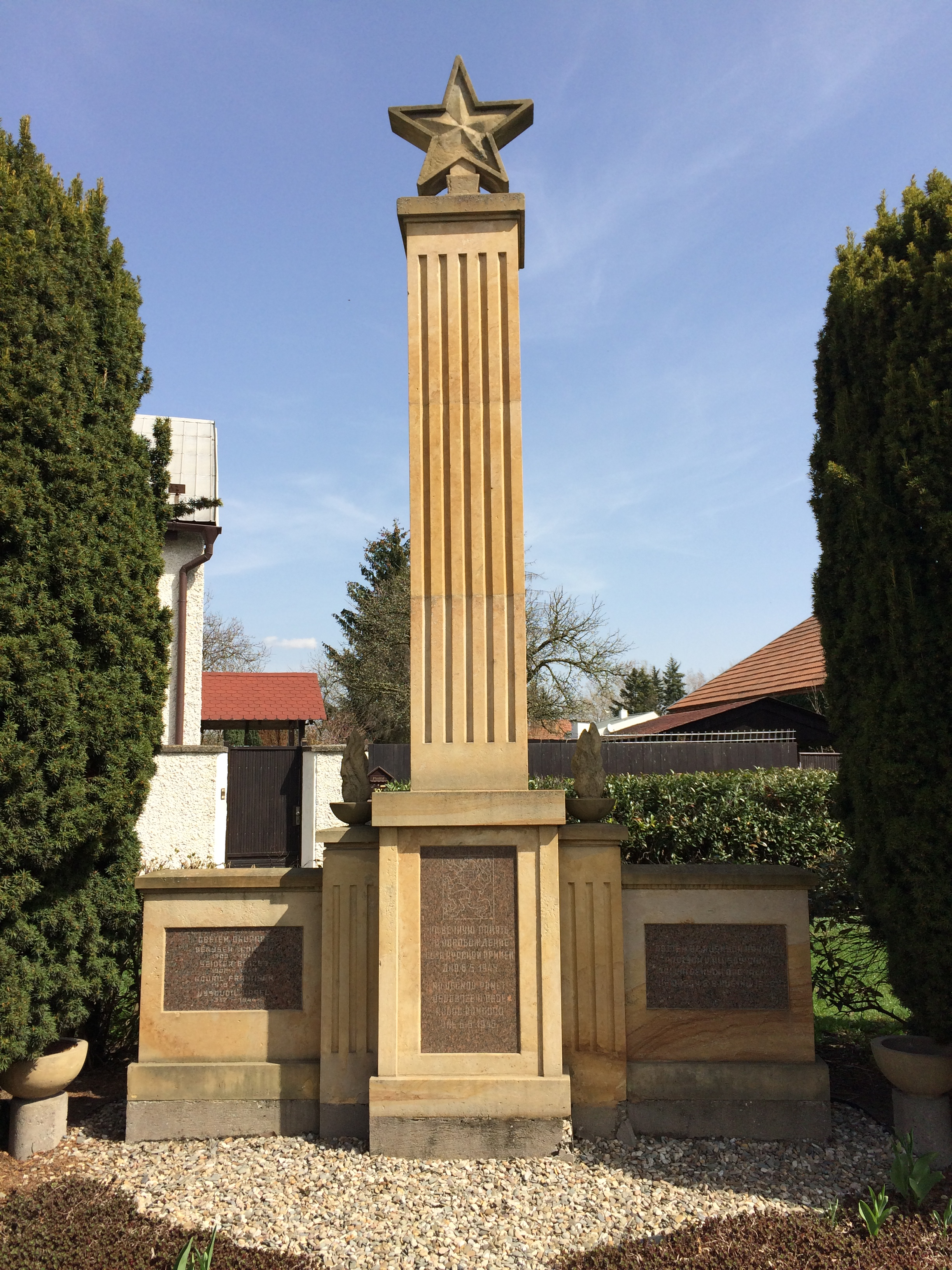
Duben 2018